# باول رو
باول رو هو لاعب كرة قدم كندي في مركز الهجوم، ولد في 21 نوفمبر 1959 في مانشستر في المملكة المتحدة، وتوفي في 5 أكتوبر 2019 في تامبا في الولايات المتحدة. لعب مع إدمونتون دريلرز ‏.